# 2001年の文学
2001年の文学（2001ねんのぶんがく）は、2001年（平成13年）の文学についてまとめた記事である。

## できごと
- 1月16日 - 第124回芥川龍之介賞・直木三十五賞（2000年下半期）の選考委員会開催。
- 10月20日 - 「三島由紀夫文学館」で、三島が少年時代に書いた戯曲『路程』が発見され公開される[1]。

## 賞

### 芥川賞・直木賞
第124回（2000年下半期）
- 芥川賞 - 青来有一『聖水』、堀江敏幸『熊の敷石』
- 直木賞 - 山本文緒『プラナリア』、重松清『ビタミンF』

第125回（2001年上半期）
- 芥川賞 - 玄侑宗久『中陰の花』
- 直木賞 - 藤田宜永『愛の領分』

### その他の賞
- 谷崎潤一郎賞（第37回） - 川上弘美『センセイの鞄』
- 泉鏡花文学賞（第29回） - 久世光彦『蕭々館日録』、笙野頼子『幽界森娘異聞』
- 吉川英治文学賞（第35回） - 宮城谷昌光『子産』

## 2001年の本

### 小説
- 浅田次郎 『王妃の館』（集英社）
- 江國香織 『東京タワー』（マガジンハウス）
- 小川洋子 『まぶた』（新潮社）
- 川上弘美 『センセイの鞄』（平凡社）
- 桐野夏生 『玉蘭』（朝日新聞社）
- 笙野頼子 『幽界森娘異聞』（講談社）
- 島本理生 『シルエット』（講談社）
- 高橋源一郎 『日本文学盛衰史』（講談社）
- 田口ランディ 『モザイク』（幻冬舎）
- 中山可穂 『白い薔薇の淵まで』（集英社）
- 東野圭吾 『片想い』（文藝春秋）
- 柳広司 『贋作『坊っちゃん』殺人事件』（朝日新聞社）
- 山之口洋 『われはフランソワ』（新潮社）
- 唯川恵 『肩ごしの恋人』（マガジンハウス）
- 綿矢りさ 『インストール』（河出書房新社）

### その他
- 内田樹 『ためらいの倫理学』（冬弓舎）
- 江川紹子 『私たちも不登校だった』（文春新書）
- 三浦雅士 『青春の終焉』（講談社）
- 村上春樹 『シドニー!』（文藝春秋）
- 村上春樹・安西水丸 『スメルジャコフ対織田信長家臣団』（朝日新聞社）
- 村上春樹・大橋歩 『村上ラヂオ』（マガジンハウス）
- 米原万里 『嘘つきアーニャの真っ赤な真実』（角川書店）

## 死去

### 1月 - 3月
- 3月12日 - ロバート・ラドラム、米国の小説家。73歳没。
- 3月14日 - 井田真木子、神奈川県出身のノンフィクション作家。44歳没。
- 3月27日 - 児島襄、東京府出身の作家。74歳没。

### 4月 - 6月
- 4月7日 - 馬場のぼる、青森県出身の絵本作家・漫画家。73歳没。
- 4月14日 - 田久保英夫、東京市出身の小説家。73歳没。
- 6月6日 - 来栖良夫、茨城県出身の児童文学作家。85歳没。
- 6月27日 - トーベ・ヤンソン、スウェーデン系フィンランド人の画家・小説家。86歳没。

### 7月 - 9月
- 7月4日 - 江川卓、日本のロシア文学者。74歳没。
- 7月15日 - 岩川隆、山口県出身のノンフィクション作家。68歳没。
- 7月17日 - イェヒエル・デ・ヌール、ポーランド出身のイディッシュ語・ヘブライ語作家。92歳没。
- 7月20日 - 本多光夫、日本の編集者・作家。筆名は「諸井薫」。70歳没。
- 7月28日 - 山田風太郎、兵庫県出身の小説家。79歳没。
- 8月12日 - ピエール・クロソウスキー、フランスの小説家・画家。96歳没。
- 9月4日 - 林富士馬、日本の詩人、文芸評論家。87歳没。

### 10月 - 12月
- 11月10日 - ケン・キージー、米国の作家。『カッコーの巣の上で』の原作者として知られる。66歳没。
- 12月16日 - シュテファン・ハイム、ドイツの作家。88歳没。
- 12月19日 - 印南高一、長野県出身の演劇研究者・演出家。98歳没。